# Louis van Houtte (rose)
‘Louis van Houtte’ est un cultivar de rosier obtenu en 1869 par le rosiériste lyonnais François Lacharme. Il rend hommage au grand horticulteur belge Louis van Houtte. Il est issu d'un semis de 'Général Jacqueminot’ (Roussel, 1853) qui a servi à nombre d'hybridations pour sa couleur pourpre. Le rosier 'Louis van Houtte' ne doit pas être confondu avec la pivoine du même nom et avec le rosier du même nom (Granger, 1864), de moindre qualité.

## Description
Cet hybride remontant se présente sous la forme d'un buisson rond au feuillage dense et vert moyen et aux rameaux aux aiguillons courts et effilés, pouvant atteindre 150 cm. Ses fleurs sont rouge foncé, très pleines (40 pétales), grosses (9 cm), en forme de coupe et globulaires. Elles sont fortement parfumées. La floraison est généreuse la première fois et remonte plus légèrement par la suite.
Ce rosier rustique supporte les températures hivernales de l'ordre de -15 °C.  
Il doit être traité contre la rouille du rosier si besoin et taillé sévèrement avant la fin de l'hiver. Il a connu un grand succès dans toute l'Europe à son apparition grâce à sa forme parfaite, à sa couleur foncée et à son parfum capiteux. Il est toujours commercialisé dans les catalogues internationaux d'amateurs de rosiers romantiques,. Ses roses font de remarquables bouquets en vase. 